# Etheostoma histrio
Etheostoma histrio és una espècie de peix de la família dels pèrcids i de l'ordre dels perciformes.

## Morfologia
Els mascles poden assolir els 7,7 cm de longitud total.

## Alimentació
Menja mosquits, larves de tricòpters i nimfes d'altres insectes.

## Hàbitat
És un peix d'aigua dolça, bentopelàgic i de clima temperat (39°N-31°N).

## Distribució geogràfica
Es troba a Nord-amèrica.